# Huaxiaosaurus
Huaxiaosaurus là một chi khủng long, được Zhao X. Wang K. & Li D. J. mô tả khoa học năm 2011.